# Jiří Kovář
Jiří Kovář (Zlín, 10 aprile 1989) è un pallavolista ceco naturalizzato italiano, schiacciatore del Galatasaray.

## Carriera

### Club
Jiří Kovář, nato in Cecoslovacchia, è stato poi tesserato come giocatore italiano: comincia la sua carriera nel Treviso, nel 2006, disputando il campionato con la squadra in Serie B1 ed ottenendo qualche sporadica apparizione in prima squadra, in Serie A1. Nella stagione 2008-09 passa al Loreto, in Serie A2, club con il quale vince il campionato; la stagione successiva è in Serie A1 con la maglia del BluVolley Verona. Nel campionato 2010-11 ritorna nuovamente nella squadra trevigiana, con la quale si aggiudica la Coppa CEV.
Nella stagione 2011-12 viene ingaggiato dalla Lube, con la quale si aggiudica sei scudetti, vincendo in quello 2016-17 il titolo di MVP, due Supercoppe italiane, la Coppa Italia 2016-17, la Champions League 2018-19, il campionato mondiale per club 2019 e due Coppe Italia. Al culmine di ben undici annate con i cucinieri, nel campionato 2022-23 si trasferisce in Grecia, dove disputa la Volley League con il Panathīnaïkos, aggiudicandosi il titolo di miglior schiacciatore della stagione e la vittoria di una Supercoppa greca e di due edizioni della Coppa di Lega, venendo anche insignito del premio di MVP dell'edizione 2022-23. 
Approda poi in Turchia nell'annata 2024-25, indossando la casacca del Galatasaray, in Efeler Ligi.

### Nazionale
Nel 2011 esordisce nella nazionale italiana, vincendo la medaglia d'argento al campionato europeo 2013 e quella di bronzo alla Grand Champions Cup 2013 e alla World League 2014.

## Palmarès

### Club
- Campionato italiano: 6

2011-12, 2013-14, 2016-17, 2018-19, 2020-21, 2021-22
- Coppa Italia: 3

2016-17, 2019-20, 2020-21
- Coppa di Lega: 2

2022-23, 2023-24
- Supercoppa italiana: 2

2012, 2014
- Supercoppa greca: 1

2022
- Campionato mondiale per club: 1

2019
- Champions League: 1

2018-19
- Coppa CEV: 1

2010-11

### Nazionale (competizioni minori)
- Memorial Hubert Wagner 2011

### Premi individuali
- 2011 - Serie A1: Miglior Under-23
- 2012 - Serie A1: Miglior Under-23
- 2017 - Superlega: MVP
- 2023 - Coppa di Lega: MVP
- 2023 - Volley League: Miglior schiacciatore